# 500 lire "Olimpiadi di Seul"
Nel 1988 è stata emessa una moneta da 500 lire in argento per commemorare le Olimpiadi di Seul.

## Dati tecnici
Al dritto è ritratto un volto muliebre con tratti orientaleggianti cui si sovrappone e i cui capelli si confondono con la fiaccola olimpica; sopra, a destra, è posta una stella. La firma dell'autrice Maria Carmela Colaneri è riportata sotto il ritratto; in giro è scritto "REPVBBLICA ITALIANA".
Al rovescio è riprodotto un simbolo coreano attorno al quale si intrecciano dei corpi di ginnasti, delle fronde d'alloro e i cerchi olimpici. A sinistra e a destra si trovano, rispettivamente, il segno di zecca R e la data; l'indicazione del valore è in basso. In giro è scritto "XXIV OLIMPIADE DI SEUL"
Nel contorno: "REPVBBLICA ITALIANA" in rilievo
Il diametro è di 29 mm, il peso di 11 g e il titolo è di 835/1000
La moneta è presentata nella duplice versione fior di conio e fondo specchio, rispettivamente in 70.000 e 13.000 esemplari